# Емих Кристиан (Лайнинген-Дагсбург)
Емих Кристиан фон Лайнинген-Дагсбург-Фалкенбург (на немски: Emich Christian von Leiningen-Dagsburg-Falkenburg; * 29 март 1642; † 27 април 1702) е граф на Лайнинген-Дагсбург-Фалкенбург.

## Произход
Той е големият син на граф Емих XIII фон Лайнинген-Дагсбург-Фалкенбург-Хайдесхайм (1612 – 1657) и втората му съпруга графиня и втората му съпруга графиня Доротея фон Валдек-Вилдунген (1617 – пр. 1669), дъщеря на граф Кристиан фон Валдек-Вилдунген (1585 – 1637) и графиня Елизабет фон Насау-Зиген (1584 – 1661). Брат е на Йохан Лудвиг (1643 – 1687). По-големият му полубрат е Георг Вилхелм (1632 – 1672).

## Фамилия
Емих Кристиан се жени на 17 юли 1664 г. за Кристина Луиза фон Даун-Фалкенщайн-Лимбург (* 18 юли 1640; † 27 април 1702), дъщеря на граф Вилхелм Вирих фон Даун-Фалкенщайн (1613 – 1682) (1613 – 1682) и първата му съпруга графиня Елизабет фон Валдек-Вилдунген (1610 – 1647). Те имат деца:
- Елизабет Доротея Вилхелмина (1665 – 1722), омъжена 18 октомври 1692 г. за граф Мориц Херман фон Лимбург-Щирум (1664 – 1703)
- Доротея Катарина Шарлота (1666 – 1722)
- Вилхелм Йохан (1668 – 1671)
- Кристина Хелена Юлиана (1669 – 1715)
- Фридрих Емих (1670 – 1680)
- Фридрих Вилхелм (1671 – 1683)
- Кристина Луиза (1675 – 1676), близначка
- Анна Августа (1675 – 1676), близначка
- Фридерика Августа София (1678 – 1718)
- Шарлота Амалия (1682 – 1729), омъжена на 5 март 1709 г. за граф Емих Леополд фон Лайнинген-Дагсбург-Фалкенбург (1685 – 1719), син на чичо ѝ Йохан Лудвиг (1643 – 1687)
- Карл Фридрих (1683 – 1709), граф на Лайнинген-Дагсбург-Фалкенбург
- дете